# آمالگام کالکشن
آمالگام کالکشن (به انگلیسی: Amalgam Collection) یک شرکت سازندهٔ ماشین‌های مینیاتوری است. شرکت آمالگام که کارگاه اصلی‌اش در شهر بریستول، انگلستان است، در سال ۱۹۸۵ و با هدف ساخت مدل‌های معماری تاسیس شد. علاقه مدل‌سازان این شرکت به مسابقات فرمول یک پای آمالگام را به ساخت مدل‌های مینیاتوری باز کرد. پس از آن کیفیت محصولات این کارخانه توجه خودروسازان را جلب کرد و اکنون بسیاری از خودروسازان و افراد مشهور از مشتریان این شرکت هستند.